# Leonardo Leite
Leonardo Gergis Ferreira Leite (Rio de Janeiro, 25 de março de 1978) é um ex-lutador de jiu-jitsu e ex-judoca brasileiro, membro da Seleção Olímpica Brasileira de Judô.
No jiu-jitsu foi octacampeão brasileiro, bicampeão mundial e campeão sul-americano dos pesos médios e pesados. No judô foi tricampeão pan-americano e tricampeão sul-americano. Em 2013, estreou no MMA. É o atual campeão dos médios e meio pesados do Legacy FC.

## Títulos e feitos
MMA
- Legacy Fighting Championship
  - Campeão Médio do LFC (2015)
  - Campeão Meio Pesado do LFC (2014)

Jiu Jitsu
- 2 Vezes Campeão Mundial
- Campeão sul-americano pesos médios
- Campeão sul-americano pesados
- 8 Vezes Campeão Brasileiro

Judo
- 3 Vezes Campeão Pan-americano
- 3 Vezes Campeão Sul-americano
- 3 Medalhas no Campeonato Mundial de Judo de times

## Cartel no MMA
| Cartel no MMA   |            |           |
| 7 lutas         | 7 vitórias | 0 derrota |
| Por nocaute     | 1          | 0         |
| Por finalização | 3          | 0         |
| Por decisão     | 3          | 0         |

| Res.    | Cartel | Oponente              | Método                             | Evento                          | Data       | Round | Tempo | Local                         | Notas                                      |
| ------- | ------ | --------------------- | ---------------------------------- | ------------------------------- | ---------- | ----- | ----- | ----------------------------- | ------------------------------------------ |
| Derrota | 10-1   | Phil Davis            | Decisão (unânime)                  | Bellator 186: Bader vs. Vassell | 03/11/2017 | 3     | 5:00  | University Park, Pennsylvania |                                            |
| Vitória | 10-0   | Moise Rimbon          | Decisão (majoritária)              | Fight2Night 1                   | 04/11/2016 | 3     | 5:00  | Rio de Janeiro                |                                            |
| Vitória | 9-0    | Julio Juarez          | Finalização (mata leão)            | Iron FC 10                      | 03/09/2016 | 1     | 2:23  | Rio de Janeiro                | Ganhou o Cinturão Meio Pesado do Iron FC.  |
| Vitória | 8-0    | Matt Masterson        | Nocaute Técnico (socos)            | Final Fight Championship 25     | 10/06/2016 | 3     | 1:13  | Springfield, Massachusetts    |                                            |
| Vitória | 7-0    | Ryan Spann            | Decisão (unânime)                  | Legacy Fighting Championship 48 | 13/11/2015 | 5     | 5:00  | Lake Charles, Luisiana        | Defendeu o Cinturão Médio Legacy FC        |
| Vitória | 6-0    | Larry Crowe           | Nocaute Técnico (joelhada e socos) | Legacy Fighting Championship 39 | 27/02/2015 | 2     | 2:19  | Houston, Texas                | Ganhou o Cinturão Médio do Legacy FC       |
| Vitória | 5-0    | Myron Dennis          | Finalização (mata leão)            | Legacy Fighting Championship 35 | 26/09/2014 | 4     | 4:50  | Tulsa, Oklahoma               | Ganhou o Cinturão Meio-Pesado do Legacy FC |
| Vitória | 4-0    | Elias Mendonça        | Finalização (mata leão)            | BC - Bitetti Combat 20          | 07/07/2014 | 1     | 1:07  | Rio de Janeiro                |                                            |
| Vitória | 3-0    | Fabio Marongiu        | Decisão (unânime)                  | WOCS - Watch Out Combat Show 31 | 1/11/2013  | 3     | 5:00  | Rio de Janeiro                |                                            |
| Vitória | 2-0    | Diosman Nery de Jesus | Decisão (unânime)                  | BC - Bitetti Combat 17          | 6/09/2013  | 3     | 5:00  | Rio de Janeiro                |                                            |
| Vitória | 1-0    | Alessandro Macedo     | Finalização (mata leão)            | Fight Against Crack             | 23/07/2013 | 1     | 3:25  | Rio de Janeiro                |                                            |